# Prima Lega 2021-2022 (Egitto)
La Prima Lega egiziana 2021-2022 è stata la 63ª edizione della massima competizione calcistica egiziana. La stagione è iniziata il 25 ottobre 2021 e si è conclusa il 30 agosto 2022. La squadra campione in carica è lo Zamalek.
A vincere il torneo è stato lo Zamalek, che si è aggiudicato il campionato per la quattordicesima volta.

## Stagione

### Novità
Nel corso della stagione precedente sono state retrocesse  il Wadi Degla, l'El-Entag El-Harby e l'Aswan. Queste squadre sono state sostituite dalle neopromosse El Sharkia Lel Dokhan, Coca-Cola e Pharco. 

### Formula
Le 18 squadre partecipanti si affrontano due volte in un girone di andata e uno di ritorno per un totale di 34 giornate.

La prima e la seconda classificata accedono alla edizione successiva del CAF Champions League, mentre la terza e la quarta classificata accedono all'edizione successiva della Coppa della Confederazione CAF.

Le ultime tre classificate retrocedono in Seconda Divisione. 

## Squadre partecipanti
| Club                   | Stagione | Città                | Stadio                                | Stagione precedente                       |
| ---------------------- | -------- | -------------------- | ------------------------------------- | ----------------------------------------- |
| Al-Ahly                | dettagli | Il Cairo             | Stadio Al Salam                       | 2º posto in Prima Lega                    |
| Al-Ittihad Alessandria | dettagli | Alessandria d'Egitto | Stadio di Alessandria                 | 7º posto in Prima Lega                    |
| Al-Masry               | dettagli | Porto Said           | Stadio Borg El Arab                   | 5º posto in Prima Lega                    |
| Al-Mokawloon           | dettagli | Il Cairo             | Stadio Osman Ahmed Osman              | 9º posto in Prima Lega                    |
| Ceramica Cleopatra     | dettagli | Giza                 | Stadio Internazionale del Cairo       | 10º posto in Prima Lega                   |
| El Gaish               | dettagli | Il Cairo             | Stadio Gehaz El Reyada                | 8º posto in Prima Lega                    |
| El-Gouna               | dettagli | El Gouna, Hurghada   | Stadio Khaled Bichara                 | 12º posto in Prima Lega                   |
| ENPPI                  | dettagli | Il Cairo             | Stadio Petro Sport                    | 6º posto in Prima Lega                    |
| El Sharkia Lel Dokhan  | dettagli | Il Cairo             | Stadio Eastern Company                | 1º posto in Seconda Divisione/A, promosso |
| Future                 | dettagli | Il Cairo             | Stadio del 30 giugno                  | 1º posto in Seconda Divisione/B, promosso |
| Ghazl El-Mehalla       | dettagli | El-Mahalla El-Kubra  | Stadio El-Mehalla                     | 15º posto in Prima Lega                   |
| Ismaily                | dettagli | Ismailia             | Stadio Ismailia                       | 11º posto in Prima Lega                   |
| Misr Lel Makasa        | dettagli | al-Fayyum            | Stadio al-Fayyum                      | 13º posto in Prima Lega                   |
| National Bank of Egypt | dettagli | Il Cairo             | Stadio della Banca nazionale d'Egitto | 14º posto in Prima Lega                   |
| Pharco                 | dettagli | Alessandria d'Egitto | Stadio Borg El Arab                   | 1º posto in Seconda Divisione/C           |
| Pyramids               | dettagli | Giza                 | Stadio del 30 giugno                  | 3º posto in Prima Lega                    |
| Smouha                 | dettagli | Alessandria d'Egitto | Stadio Borg El Arab                   | 4º posto in Prima Lega                    |
| Zamalek                | dettagli | Giza                 | Stadio Internazionale del Cairo       | 1º posto in Prima Lega                    |

## Risultati
Aggiornato al 1º novembre 2021.
Ogni riga indica i risultati casalinghi della squadra segnata a inizio della riga, contro le squadre segnate colonna per colonna (che invece avranno giocato l'incontro in trasferta). Al contrario, leggendo la colonna di una squadra si avranno i risultati ottenuti dalla stessa in trasferta, contro le squadre segnate in ogni riga, che invece avranno giocato l'incontro in casa.
|                        | AHL  | ITT  | MAS  | MOK  | CER  | GAI  | GOU  | ENP  | SHA  | FUT  | GHA  | ISM  | MIS  | NAT  | PHA  | PYR  | SMO  | ZAM  |
| ---------------------- | ---- | ---- | ---- | ---- | ---- | ---- | ---- | ---- | ---- | ---- | ---- | ---- | ---- | ---- | ---- | ---- | ---- | ---- |
| Al-Ahly                | –––– | -    | -    | -    | -    | -    | -    | -    | -    | -    | -    | -    | -    | -    | -    | -    | -    | -    |
| Al-Ittihad Alessandria | -    | –––– | -    | -    | -    | -    | -    | -    | -    | 3-2  | -    | -    | -    | -    | -    | -    | -    | -    |
| Al-Masry               | -    | -    | –––– | -    | -    | -    | -    | -    | -    | -    | -    | -    | -    | -    | -    | -    | 0-0  | -    |
| Al-Mokawloon           | -    | -    | -    | –––– | -    | -    | -    | -    | 1-0  | -    | -    | -    | -    | -    | -    | -    | -    | -    |
| Ceramica Cleopatra     | -    | -    | -    | -    | –––– | -    | -    | -    | -    | -    | -    | 2-1  | -    | -    | -    | -    | -    | -    |
| El Gaish               | -    | -    | -    | -    | -    | –––– | -    | -    | -    | -    | -    | -    | -    | -    | -    | -    | -    | 0-2  |
| El Gouna               | -    | -    | -    | -    | 1-1  | -    | –––– | -    | -    | -    | -    | -    | -    | -    | -    | -    | -    | -    |
| ENPPI                  | -    | -    | -    | 3-2  | -    | -    | -    | –––– | -    | -    | -    | -    | -    | -    | -    | -    | -    | -    |
| El Sharkia Lel Dokhan  | -    | -    | -    | -    | -    | -    | -    | -    | –––– | -    | 2-3  | -    | -    | -    | -    | -    | -    | -    |
| Future                 | -    | -    | -    | -    | -    | -    | -    | -    | -    | –––– | -    | -    | -    | -    | 1-0  | -    | -    | -    |
| Ghazl El-Mehalla       | -    | -    | 1-1  | -    | -    | -    | -    | -    | -    | -    | –––– | -    | -    | -    | -    | -    | -    | -    |
| Ismaily                | 0-4  | -    | -    | -    | -    | -    | -    | -    | -    | -    | -    | –––– | -    | -    | -    | -    | -    | -    |
| Misr Lel Makasa        | -    | -    | -    | -    | -    | -    | 2-0  | -    | -    | -    | -    | -    | –––– | -    | -    | -    | -    | -    |
| National Bank of Egypt | -    | -    | -    | -    | -    | 3-0  | -    | -    | -    | -    | -    | -    | -    | –––– | -    | -    | -    | -    |
| Pharco                 | -    | -    | -    | -    | -    | -    | -    | -    | -    | -    | -    | -    | -    | -    | –––– | 1-2  | -    | -    |
| Pyramids               | -    | -    | -    | -    | -    | -    | -    | -    | -    | -    | -    | -    | 2-1  | -    | -    | –––– | -    | -    |
| Smouha                 | -    | 4-4  | -    | -    | -    | -    | -    | -    | -    | -    | -    | -    | -    | -    | -    | -    | –––– | -    |
| Zamalek                | -    | -    | -    | -    | -    | -    | -    | 2-0  | -    | -    | -    | -    | -    | -    | -    | -    | -    | –––– |

## Classifica
Aggiornata alla 30/08/2022 
|                   | Pos. | Squadra                | Pt | G  | V  | N  | P  | GF | GS | DR  |
| ----------------- | ---- | ---------------------- | -- | -- | -- | -- | -- | -- | -- | --- |
| Egitto (bandiera) | 1.   | Zamalek                | 77 | 34 | 24 | 5  | 5  | 62 | 29 | 33  |
|                   | 2.   | Pyramids               | 71 | 34 | 22 | 5  | 7  | 56 | 25 | 31  |
|                   | 3.   | Al-Ahly                | 70 | 34 | 20 | 10 | 4  | 62 | 21 | 41  |
|                   | 4.   | Future                 | 56 | 34 | 16 | 8  | 10 | 49 | 34 | 15  |
|                   | 5.   | El Gaish               | 56 | 34 | 14 | 14 | 6  | 27 | 24 | 3   |
|                   | 6.   | Smouha                 | 47 | 34 | 11 | 14 | 9  | 44 | 45 | -1  |
|                   | 7.   | National Bank of Egypt | 46 | 34 | 11 | 13 | 10 | 40 | 41 | -1  |
|                   | 8.   | Pharco                 | 42 | 34 | 9  | 15 | 10 | 21 | 22 | -1  |
|                   | 9.   | Ismaily                | 38 | 34 | 9  | 11 | 14 | 27 | 39 | -12 |
|                   | 10.  | ENPPI                  | 39 | 34 | 8  | 15 | 11 | 37 | 39 | -2  |
|                   | 11.  | Al-Masry               | 38 | 34 | 8  | 14 | 12 | 40 | 41 | -1  |
|                   | 12.  | Al-Ittihad Alessandria | 38 | 34 | 9  | 11 | 14 | 40 | 52 | -12 |
|                   | 13.  | Ceramica Cleopatra     | 37 | 34 | 7  | 16 | 11 | 34 | 41 | -7  |
|                   | 14.  | Al-Mokawloon           | 38 | 34 | 8  | 14 | 12 | 30 | 31 | -3  |
|                   | 15.  | Ghazl El-Mehalla       | 36 | 34 | 7  | 15 | 12 | 26 | 37 | -11 |
|                   | 16.  | El-Gouna               | 36 | 34 | 9  | 9  | 16 | 33 | 46 | -13 |
|                   | 17.  | El Sharkia Lel Dokhan  | 33 | 34 | 7  | 12 | 15 | 33 | 56 | -23 |
|                   | 18.  | Misr Lel Makasa        | 15 | 34 | 2  | 9  | 23 | 12 | 50 | -38 |

Legenda:

      Ammessa nella CAF Champions League 2022

      Ammessa nella Coppa della Confederazione CAF 2022

      Retrocesse nella Seconda Divisione 2022-2023

Tre punti a vittoria, uno a pareggio, zero a sconfitta.
La classifica viene stilata secondo i seguenti criteri:
- Punti conquistati
- Punti conquistati negli scontri diretti
- Differenza reti negli scontri diretti
- Reti realizzate negli scontri diretti
- Goal fuori casa negli scontri diretti (solo tra due squadre)
- Differenza reti generale
- Reti totali realizzate
- Fair-play ranking